# Genet Yalew
Genet Yalew Kassahun, née le 31 décembre 1992, est une coureuse de fond éthiopienne qui participe à des épreuves de course sur piste, de cross-country et sur route. Son meilleur temps de 66 min 26 s au semi-marathon, qui est le record éthiopien, la place dans le top 10 de tous les temps, pour ce sport.
Elle remporte plusieurs médailles individuelles, d'abord le bronze au 3 000 mètres aux championnats du monde d'athlétisme jeunesse 2009, puis l'argent junior aux championnats du monde de cross-country 2011 et enfin une autre bronze sur piste aux championnats d'Afrique juniors d'athlétisme 2011. En tant que membre de l'équipe junior éthiopienne de cross-country, elle partage l'argent, en 2010, avant de mener l'équipe à l'or, lors de l'édition 2011. Elle commence à participer au circuit senior de la Ligue de diamant, lors des saisons 2011 et 2012.
Genet Yalew est membre de l'équipe éthiopienne, médaillée aux championnats du monde de cross-country 2013 et elle remporte une deuxième médaille d'argent, par équipe, aux championnats du monde de semi-marathon 2014. Elle partage la médaille d'or, par équipe, aux championnats du monde de cross-country 2015, mais elle n'est pas membre de l'équipe, ayant terminé en dixième position. Sur la piste, elle passe à côté d'une médaille, sur 10 000 mètres, aux championnats d'Afrique d'athlétisme 2014 et rate de nouveau le podium, aux Jeux africains de 2015, en prenant la cinquième place, sur 5 000 m. Elle termine à la même place, aux championnats du monde de semi-marathon de 2016, ce qui permet à une équipe éthiopienne composée de Netsanet Gudeta, Genet et Dehininet Demsew (en) de remporter la médaille d'argent.

## Source de la traduction
- (en) Cet article est partiellement ou en totalité issu de l’article de Wikipédia en anglais intitulé « Genet Yalew » (voir la liste des auteurs).